# Перевоз (Білокатайський район)
Перево́з (рос. Перевоз) — присілок у складі Білокатайського району Башкортостану, Росія. Входить до складу Білянківської сільської ради.
Населення — 6 осіб (2010; 17 у 2002).
Національний склад:
- башкири — 94 %